# Cattolica, Rimini

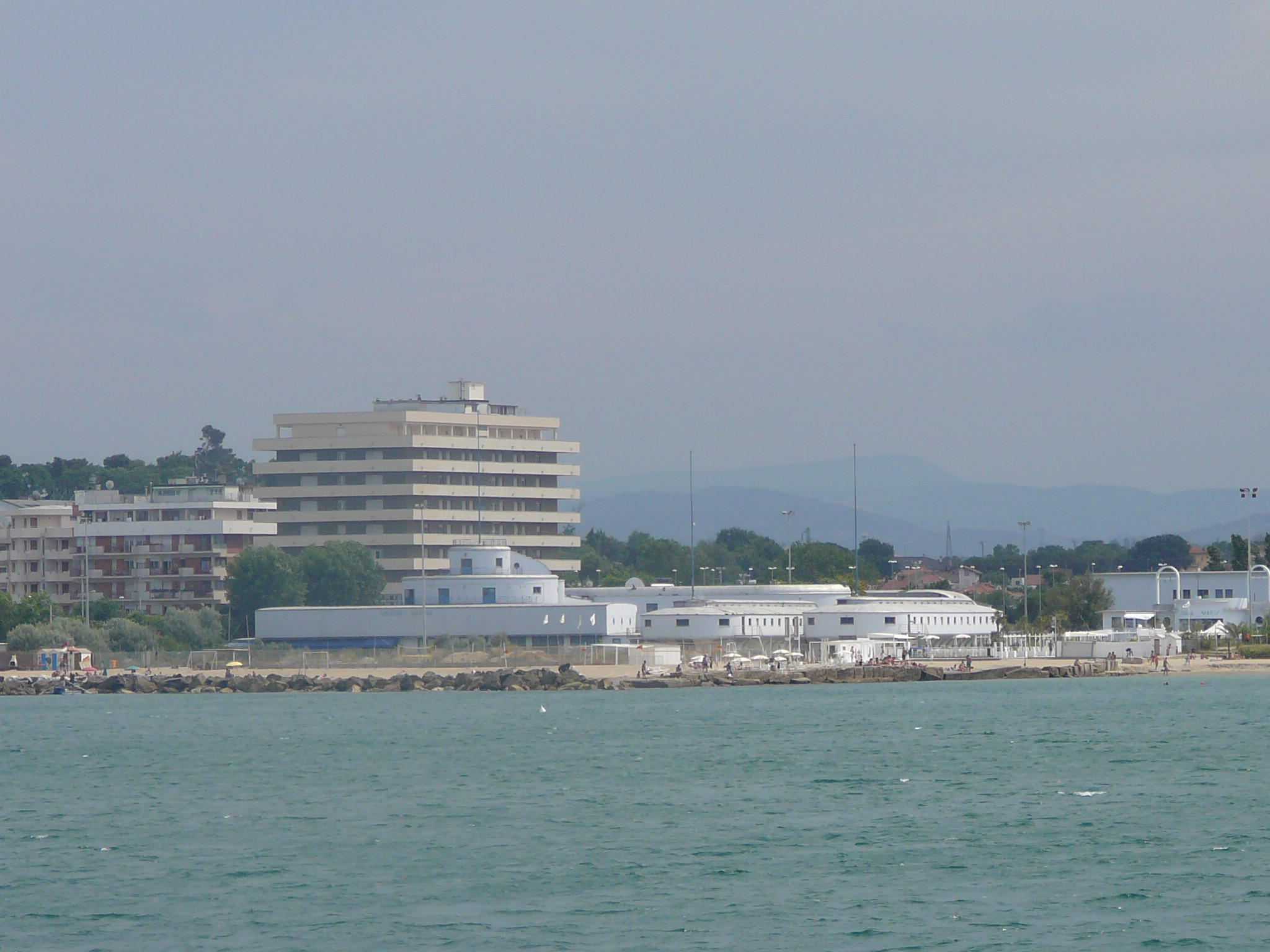
The aquarius Le Navi

Cattolica là một thị xã ở tỉnh Rimini, Italia với 16.233 dân (năm 2007).

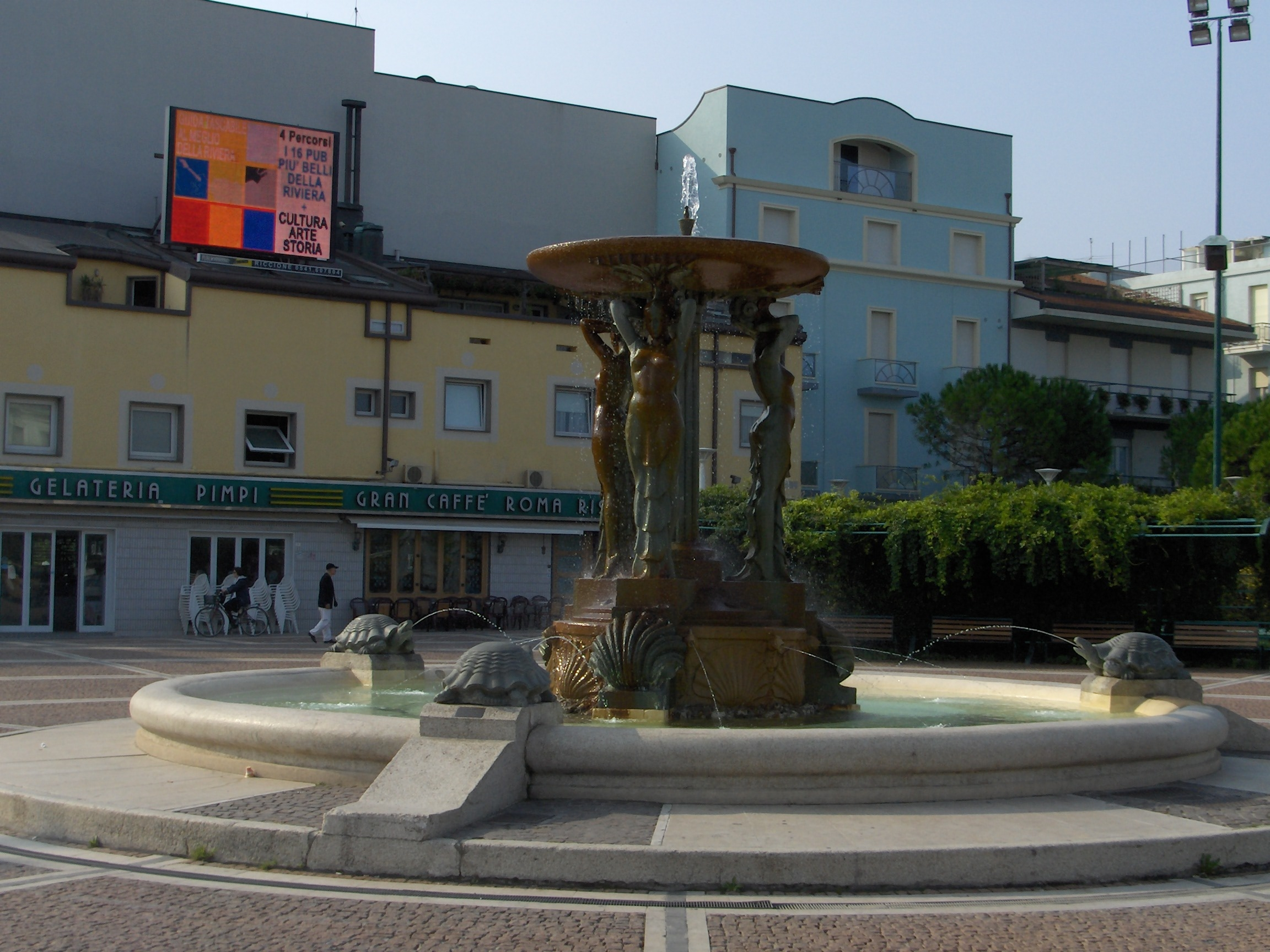
Fountain of the Sirens.

Các khai quật khảo cổ đã cho thấy khu vực này có dân định cư thời La Mã cổ đại.
Cuối cuộc thế chiến I, ngành du lịch trở thành ngành quan trọng.

## Các khu vực nổi bật
- Nhà thờ San Apollinare (thế kỷ 13)
- Tháp Malatesta (1490)
- Bảo tàng nữ hoàng với S. Croce Gallery (thế kỷ 16)

## Thị xã kết nghĩa
- Cortina d'Ampezzo, Italia
- Hodonin, Cộng hoà Séc
- Saint-Dié-des-Vosges, Pháp
- Faches-Thumesnil, Pháp

## Liên kết nghoaif
- Trang mạng chính thức Lưu trữ ngày 10 tháng 2 năm 2003 tại Wayback Machine